# Vida loca (Black Eyed Peas, Nicky Jam e Tyga)
Vida loca è un singolo del gruppo musicale statunitense Black Eyed Peas, del cantante statunitense Nicky Jam e del rapper statunitense Tyga, pubblicato il 15 settembre 2020 come quinto estratto dall'ottavo album in studio dei Black Eyed Peas Translation.

## Descrizione
Il brano utilizza la melodia della canzone U Can't Touch This del rapper MC Hammer, che a sua volta contiene un campionamento di Super Freak del cantante Rick James.

## Video musicale
Il video musicale è stato pubblicato il 20 agosto 2020 attraverso il canale YouTube del gruppo.

## Tracce
Testi e musiche di William Adams, Allan Pineda, Jimmy Luis Gomez, Michael Ray Stevenson, Nick Rivera Caminero, James Johnson, Alonzo Miller e Kirk Burrell.
Streaming
1. Vida loca – 3:54

Download digitale – Trio Mix
1. Black Eyed Peas – Vida loca (Trio Mix) – 2:41

## Formazione
Gruppo
- will.i.am – voce
- apl.de.ap – voce
- Taboo – voce

Altri musicisti
- Nicky Jam – voce
- Tyga – voce

Produzione
- will.i.am – produzione esecutiva, direzione artistica, registrazione, ingegneria del suono, produzione
- Eddie Axley – direzione artistica, design logo, grafica
- Cody Atcher – design logo, grafica
- Po Shapo Wang – grafica
- Ernest Weber – grafica
- Pasha Shapiro – grafica
- Nabil Elderkin – fotografia
- Dylan "3D" Dresdow – registrazione, ingegneria del suono, missaggio, mastering, tracker
- Christian "CQ" Quinonez – tracker

## Classifiche
| Classifica (2020)     | Posizione massima |
| --------------------- | ----------------- |
| Belgio (Vallonia)     | 35                |
| Francia               | 68                |
| Italia                | 98                |
| Polonia               | 97                |
| Repubblica Dominicana | 44                |

## Date di pubblicazione
| Paese                 | Data di pubblicazione | Formato  |
| --------------------- | --------------------- | -------- |
| Stati Uniti d'America | 15 settembre 2020     | Rhythmic |
| Italia                | 25 settembre 2020     | Airplay  |